# Campionato mondiale
Campionato mondiale o campionato del mondo è un termine usato in molti sport per denominare un'importante competizione internazionale a cui partecipano atleti o squadre provenienti da tutto il mondo. Si può trattare di un torneo ad eliminazione o di un circuito di gare, a cadenza annuale o pluriennale. Qualora nella stessa competizione vengano messi in palio più titoli in varie specialità o categorie, come nel caso dell'atletica leggera o del nuoto, si usa generalmente l'espressione plurale campionati mondiali o campionati del mondo.

## Campionati mondiali
Delle 47 discipline olimpiche estive (13 individuali, 24 miste e 10 di squadra), soltanto il tennis non ha mai avuto un campionato mondiale propriamente detto e organizzato ufficialmente. I tornei individuali e di squadra riportati nella tabella che segue sono considerati alla stregua di campionati mondiali. Delle 16 discipline olimpiche invernali soltanto per la combinata nordica non si disputa un vero e proprio campionato mondiale ma un circuito di gare, sia maschile (dal 1983) che femminile (dal 2020) nelle quali si assegna la Coppa del Mondo.
L'edizione più antica di un campionato mondiale sportivo è quella del Sollevamento pesi, disputata nel 1891. I campionati mondiali con più edizioni disputate sono quelli di Ciclismo su pista, disputatisi 120 volte, e di Pattinaggio di velocità, disputatisi 115 volte, entrambi dal 1893.
| Uomini                                         | Uomini                              | Donne     | Donne     | Misti                                                      | Tot.                                                       |                                                            |                                                            |                                                            |                                                            |                                                            |
| Arrampicata sportiva                           | 18                                  | 1991      | 2023      | 4                                                          | 4                                                          | 4                                                          | 4                                                          |                                                            | 8                                                          | 4                                                          |
| BMX                                            | 27                                  | 1996      | 2023      | 3                                                          | 3                                                          | 3                                                          | 3                                                          |                                                            | 6                                                          | 4                                                          |
| Break dance                                    | 4                                   | 2019      | 2023      | 1                                                          | 1                                                          | 1                                                          | 1                                                          |                                                            | 2                                                          | 2                                                          |
| Ciclismo su strada                             | 96                                  | 1921      | 2023      | 6                                                          | 6                                                          | 6                                                          | 6                                                          | 1                                                          | 13                                                         | 4                                                          |
| Freestyle                                      | 20                                  | 1986      | 2023      | 7                                                          | 7                                                          | 7                                                          | 7                                                          | 2                                                          | 16                                                         | 13                                                         |
| Golf                                           | 25 (maschile) 3 (femminile)         | 1999 2005 | 2023 2007 | 1                                                          | 1                                                          | 1                                                          | 1                                                          |                                                            | 2                                                          | 2                                                          |
| Judo                                           | 37 (maschile) 28 (femminile)        | 1956 1980 | 2023      | 7                                                          | 7                                                          | 7                                                          | 7                                                          | 1                                                          | 15                                                         | 15                                                         |
| Lotta                                          | 72                                  | 1904      | 2022      | 20                                                         | 20                                                         | 10                                                         | 10                                                         |                                                            | 30                                                         | 18                                                         |
| Mountain bike                                  | 34                                  | 1990      | 2023      | 7                                                          | 7                                                          | 7                                                          | 7                                                          | 1                                                          | 15                                                         | 2                                                          |
| Pattinaggio di velocità                        | 115                                 | 1893      | 2024      | 4                                                          | 4                                                          | 4                                                          | 4                                                          |                                                            | 8                                                          | 12                                                         |
| Pugilato                                       | 22 (maschile) 13 (femminile)        | 1974 2001 | 2023      | 13                                                         | 13                                                         | 12                                                         | 12                                                         |                                                            | 25                                                         | 13                                                         |
| Sci alpino                                     | 45                                  | 1931      | 2021      | 5                                                          | 5                                                          | 5                                                          | 5                                                          |                                                            | 10                                                         | 10                                                         |
| Skateboard                                     | 20 (maschile) 15 (femminile)        | 2010 2015 | 2023      | 3                                                          | 3                                                          | 3                                                          | 3                                                          |                                                            | 6                                                          | 4                                                          |
| Snowboard                                      | 15                                  | 1996      | 2023      | 3                                                          | 3                                                          | 3                                                          | 3                                                          |                                                            | 6                                                          | 6                                                          |
| Sollevamento pesi                              | 89 (maschili) 32 (femminili)        | 1891 1987 | 2024      | 10                                                         | 10                                                         | 10                                                         | 10                                                         |                                                            | 20                                                         | 10                                                         |
| Surf                                           | 46 (maschile) 42 (femminile)        | 1964      | 2023      | 1                                                          | 1                                                          | 1                                                          | 1                                                          |                                                            | 2                                                          | 2                                                          |
| Taekwondo                                      | 26                                  | 1973      | 2023      | 8                                                          | 8                                                          | 8                                                          | 8                                                          |                                                            | 16                                                         | 8                                                          |
| Tiro                                           | 53                                  | 1897      | 2023      | 18                                                         | 18                                                         | 12                                                         | 12                                                         |                                                            | 30                                                         | 15                                                         |
| Triathlon                                      | 34                                  | 1989      | 2022      | 1                                                          | 1                                                          | 1                                                          | 1                                                          | 1                                                          | 3                                                          | 3                                                          |
| Sport olimpici individuali con gare di squadra |                                     |           |           |                                                            |                                                            |                                                            |                                                            |                                                            |                                                            |                                                            |
| Sport                                          | Edizioni                            | Prima     | Ultima    | Titoli                                                     |                                                            |                                                            |                                                            |                                                            |                                                            |                                                            |
| Sport                                          | Edizioni                            | Prima     | Ultima    | U ind.                                                     | U team                                                     | D ind.                                                     | D team                                                     | Misto team                                                 | Tot.                                                       |                                                            |
| Atletica leggera                               | 19                                  | 1983      | 2023      | 22                                                         | 2                                                          | 22                                                         | 2                                                          | 1                                                          | 49                                                         | 47                                                         |
| Badminton                                      | 28                                  | 1977      | 2023      | 1                                                          | 1                                                          | 1                                                          | 1                                                          | 1                                                          | 5                                                          | 5                                                          |
| Biathlon                                       | 59                                  | 1958      | 2024      | 4                                                          | 1                                                          | 4                                                          | 1                                                          |                                                            | 11                                                         | 10                                                         |
| Bob                                            | 66                                  | 1930      | 2024      | 2                                                          | -                                                          | 1                                                          | -                                                          | -                                                          | 3                                                          | 3                                                          |
| Canoa slalom                                   | 43                                  | 1949      | 2023      | 6                                                          | 12                                                         | 3                                                          | 6                                                          |                                                            | 27                                                         | 16                                                         |
| Canoa velocità                                 | 48                                  | 1938      | 2023      | 6                                                          | 12                                                         | 3                                                          | 6                                                          |                                                            | 27                                                         | 16                                                         |
| Canottaggio                                    | 51                                  | 1962      | 2023      | 2                                                          | 11                                                         | 2                                                          | 7                                                          |                                                            | 22                                                         | 14                                                         |
| Ciclismo su pista                              | 120                                 | 1893      | 2023      | 8                                                          | 3                                                          | 8                                                          | 3                                                          |                                                            | 22                                                         | 12                                                         |
| Equitazione                                    | 15 (6+9)                            | 1966      | 2022      | 8                                                          | 7                                                          | 1                                                          | 0                                                          |                                                            | 16                                                         | 6                                                          |
| Ginnastica artistica                           | 52                                  | 1903      | 2023      | 7                                                          | 1                                                          | 5                                                          | 1                                                          |                                                            | 14                                                         | 14                                                         |
| Ginnastica ritmica                             | 40                                  | 1963      | 2023      | -                                                          | -                                                          | 5                                                          | 4                                                          |                                                            | 2                                                          | 2                                                          |
| Karate                                         | 25                                  | 1970      | 2021      | 6                                                          | 2                                                          | 6                                                          | 2                                                          |                                                            | 8                                                          | 8                                                          |
| Nuoto                                          | 21                                  | 1973      | 2023      | 20                                                         |                                                            | 20                                                         |                                                            | 2                                                          | 42                                                         | 35                                                         |
| Nuoto di fondo                                 | 22                                  | 1991      | 2024      | 2                                                          |                                                            | 2                                                          |                                                            | 1                                                          | 6                                                          | 2                                                          |
| Nuoto artistico                                | 21                                  | 1973      | 2024      | 2                                                          |                                                            | 7                                                          |                                                            | 2                                                          | 11                                                         | 2                                                          |
| Pattinaggio di figura                          | 113                                 | 1896      | 2024      | 1                                                          | 2                                                          | 1                                                          | -                                                          |                                                            | 4                                                          | 4                                                          |
| Pentathlon moderno                             | 65                                  | 1949      | 2023      | 2                                                          | 3                                                          | 2                                                          | 3                                                          | 2                                                          | 12                                                         | 2                                                          |
| Scherma                                        | 69                                  | 1937      | 2023      | 3                                                          | 3                                                          | 3                                                          | 3                                                          |                                                            | 12                                                         | 10                                                         |
| Sci alpinismo                                  | 12 (maschili e femminili)           | 2002      | 2023      | 3                                                          | 1                                                          | 3                                                          | 1                                                          | 1                                                          | 9                                                          | 3                                                          |
| Sci di fondo                                   | 54                                  | 1924      | 2023      | 4                                                          | 2                                                          | 4                                                          | 2                                                          |                                                            | 12                                                         | 12                                                         |
| Short track                                    | 48                                  | 1976      | 2024      | 5                                                          | 1                                                          | 5                                                          | 1                                                          |                                                            | 12                                                         | 8                                                          |
| Skeleton                                       | 31                                  | 1982      | 2024      | 1                                                          | -                                                          | 1                                                          | -                                                          | 1                                                          | 3                                                          | 2                                                          |
| Slittino                                       | 52                                  | 1955      | 2024      | 4                                                          |                                                            | 2                                                          | -                                                          | 1                                                          | 7                                                          | 4                                                          |
| Tennis                                         | 54+111 (maschile) 52+60 (femminile) | 1970 1972 | 2023      | 1                                                          | 1                                                          | 1                                                          | 1                                                          |                                                            | 4                                                          | 2                                                          |
| Tennistavolo                                   | 59                                  | 1926      | 2024      | 1                                                          | 2                                                          | 1                                                          | 1                                                          |                                                            | 5                                                          | 5                                                          |
| Tiro con l'arco                                | 52                                  | 1931      | 2023      | 3                                                          | 7                                                          | 3                                                          | 2                                                          |                                                            | 15                                                         | 5                                                          |
| Trampolino elastico                            | 37                                  | 1964      | 2023      | 3                                                          | 4                                                          | 3                                                          | 4                                                          | 1                                                          | 15                                                         | 2                                                          |
| Tuffi                                          | 21                                  | 1973      | 2024      | 3                                                          | 2                                                          | 3                                                          | 2                                                          |                                                            | 10                                                         | 8                                                          |
| Vela                                           | 6                                   | 2003      | 2023      | 2                                                          | 2                                                          | 2                                                          | 2                                                          |                                                            | 8                                                          | 4                                                          |
| Volo con gli sci                               | 27                                  | 1972      | 2022      | 2                                                          | 1                                                          | -                                                          | -                                                          |                                                            | 3                                                          | 3                                                          |
| Sport olimpici di squadra                      |                                     |           |           |                                                            |                                                            |                                                            |                                                            |                                                            |                                                            |                                                            |
| Sport                                          | Edizioni                            | Prima     | Ultima    | Note                                                       | Note                                                       | Note                                                       | Note                                                       | Note                                                       | Note                                                       | Note                                                       |
| Baseball                                       | 39                                  | 1938      | 2011      | Da Parigi 2024 non fa più parte del programma olimpico     | Da Parigi 2024 non fa più parte del programma olimpico     | Da Parigi 2024 non fa più parte del programma olimpico     | Da Parigi 2024 non fa più parte del programma olimpico     | Da Parigi 2024 non fa più parte del programma olimpico     | Da Parigi 2024 non fa più parte del programma olimpico     | Da Parigi 2024 non fa più parte del programma olimpico     |
| Beach volley                                   | 14 (maschile e femminile)           | 1997      | 2023      |                                                            |                                                            |                                                            |                                                            |                                                            |                                                            |                                                            |
| Calcio                                         | 22 (maschile) 9 (femminile)         | 1930 1991 | 2022 2023 |                                                            |                                                            |                                                            |                                                            |                                                            |                                                            |                                                            |
| Curling                                        | 66 (maschile) 45 (femminile)        | 1959 1979 | 2024      |                                                            |                                                            |                                                            |                                                            |                                                            |                                                            |                                                            |
| Hockey su ghiaccio                             | 87 (maschile) 23 (femminile)        | 1920 1990 | 2024      |                                                            |                                                            |                                                            |                                                            |                                                            |                                                            |                                                            |
| Hockey su prato                                | 15 (maschile) 14 (femminile)        | 1971 1974 | 2023 2018 |                                                            |                                                            |                                                            |                                                            |                                                            |                                                            |                                                            |
| Pallacanestro                                  | 19 (maschile) 19 (femminile)        | 1950 1953 | 2019 2022 |                                                            |                                                            |                                                            |                                                            |                                                            |                                                            |                                                            |
| Pallacanestro 3x3                              | 8 (maschile e femminile)            | 2012      | 2023      | Da Tokyo 2020 è entrato a far parte del programma olimpico | Da Tokyo 2020 è entrato a far parte del programma olimpico | Da Tokyo 2020 è entrato a far parte del programma olimpico | Da Tokyo 2020 è entrato a far parte del programma olimpico | Da Tokyo 2020 è entrato a far parte del programma olimpico | Da Tokyo 2020 è entrato a far parte del programma olimpico | Da Tokyo 2020 è entrato a far parte del programma olimpico |
| Pallamano                                      | 28 (maschile) 26 (femminile)        | 1938 1957 | 2023      |                                                            |                                                            |                                                            |                                                            |                                                            |                                                            |                                                            |
| Pallanuoto                                     | 21 (maschile) 17 (femminile)        | 1973 1986 | 2024      |                                                            |                                                            |                                                            |                                                            |                                                            |                                                            |                                                            |
| Pallavolo                                      | 20 (maschile) 19 (femminile)        | 1949 1952 | 2022      |                                                            |                                                            |                                                            |                                                            |                                                            |                                                            |                                                            |
| Rugby a 7                                      | 8 (maschile) 4 (femminile)          | 1993 2009 | 2022      |                                                            |                                                            |                                                            |                                                            |                                                            |                                                            |                                                            |

## Sport non olimpici

### Individuali
- Aquathlon – dal 1998
- Arrampicata su ghiaccio – dal 2002
- Automobilismo – si riferisce alle competizioni mondiali automobilistiche
- Ciclismo indoor – dal 1956
- Ciclocross – dal 1950
- Cross country rally – dal 1999
- Duathlon – dal 1990
- Duathlon long distance – dal 1997
- Freccette
  - Campionato del mondo BDO – dal 1978
  - Campionato del mondo PDC – dal 1994
- Ironman – dal 1978
- Ironman 70.3 – dal 2006
- Motociclismo – si riferisce alle competizioni mondiali motociclistiche
- Motonautica – si riferisce alle competizioni mondiali motonautiche
- Mountain bike marathon – dal 2003
- Retro running (Corsa all'indietro) – dal 2006 al 2018
- Sci di velocità – dal 1996
- Snooker – dal 1927
- Triathlon long distance – dal 1994
- Triathlon sprint – dal 2010
- Windsurf – dal 1980
- Winter thriathlon – dal 1997

### Individuali e di squadra
- Ginnastica aerobica – dal 1995
- Kendo – dal 1970
- Pattinaggio artistico a rotelle – dal 1947
- Pattinaggio di velocità a rotelle – dal 1962
- Slittino su pista naturale – dal 1979
- Twirling – dal 1980

### Di squadra
- Cricket
  - Maschile – dal 1975
  - Femminile – dal 1973
- Football americano
  - Maschile – dal 1999
  - Femminile – dal 2010
- Hockey su pista
  - Maschile – dal 1936
  - Femminile – dal 1992
- Roller derby
  - Maschile – dal 2014
  - Femminile – dal 2011
- Rugby a 13
  - Maschile – dal 1954
  - Femminile – dal 2000
- Rugby a 15
  - Maschile – dal 1987
  - Femminile – dal 1991
- Calcio a 5 – dal 1989
- Beach soccer – dal 2005
- Canoa polo – dal 1994
- Flag football – dal 2002
- Hockey in-line – dal 1995
- Lacrosse – dal 1967
- Netball – dal 1963
- Palla basca – dal 1952
- Polo – dal 1987
- Quidditch – dal 2012
- Tchoukball – dal 1984